# Sycorax dispar
Sycorax dispar är en tvåvingeart som beskrevs av Satchell 1950. Sycorax dispar ingår i släktet Sycorax och familjen fjärilsmyggor. Inga underarter finns listade i Catalogue of Life.